# Eddir
Eddir (en àrab الدير, ad-Dīr; en amazic ⴷⵉⵔ) és una comuna rural de la província de Taroudant, a la regió de Souss-Massa, al Marroc. Segons el cens de 2014 tenia una població total de 7.565 persones.